# Асея (Аркадия)
Асе́я (греч. Ασέα) — село в Греции, на Пелопоннесе, в Аркадии. Расположено у южного подножья гор Меналон (1980 м), к юго-западу от города Триполис, у водораздела рек Алфиос и Эвротас. Административно относится к общине Триполис в периферии Пелопоннес.  Население 85 человек по переписи 2011 года.

## История
Павсаний описывает развалины древней Асеи в пяти стадиях от истоков Эврота и в 20 стадиях от Афинеона, у которого находился храм Афины с мраморной статуей.
До 1927 года (ΦΕΚ 179Α) село называлось Кандрева (Κανδρέβα).

## Транспорт
В Като-Асея находится железнодорожная станция Асея (Σιδηροδρομικός σταθμός Ασέας) железнодорожной линии Коринф — Каламата, закрытой в 2011 году. Здание станции — каменное одноэтажное. При станции — водонапорная башня.

## Сообщество Асея
Вскоре после создания Королевства Греция, в 1835 году (ΦΕΚ 16Α) создана община Асея (Δήμος Ασέας), центром которой стала Кандрева. В 1912 году (ΦΕΚ 252Α) община упразднена и создано сообщество Кандрева (Κοινότητα Κανδρέβας), в 1927 году (ΦΕΚ 179Α) переименованное в Асею (Κοινότητα Ασέας). В 1997 году по Плану «Каподистрия» (ΦΕΚ 244Α) Асея стала центром общины Валтецион (Δήμος Βαλτετσίου), упразднённой по Программе «Калликратис» в 2010 году (ΦΕΚ 87Α).
В сообщество Асея входит село Като-Асея, расположенное южнее. Площадь 13,548 км². Общее население 132 человека по переписи 2011 года.
| Наименование | Население (2011), человек |
| ------------ | ------------------------- |
| Асея         | 85                        |
| Като-Асея    | 47                        |

## Население
| Год  | Население, человек |
| ---- | ------------------ |
| 1991 | 137                |
| 2001 | 133                |
| 2011 | ↘ 85               |